# دائرة حاسي خليفة
دائرة حاسي خليفة هي إحدى دوائر ولاية الوادي الجزائرية.